# 盧埃塔鄉

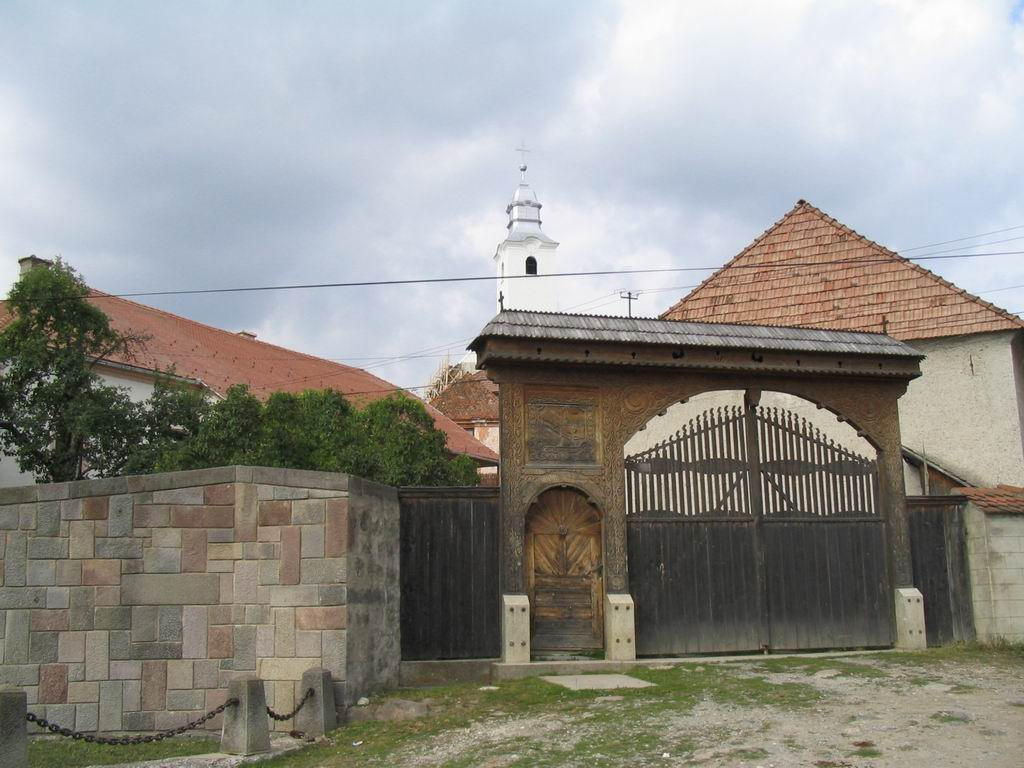

46°16′0″N 25°29′0″E / 46.26667°N 25.48333°E
盧埃塔鄉（羅馬尼亞語：Comuna Lueta, Harghita），是羅馬尼亞的鄉份，位於該國中部，由哈爾吉塔縣負責管轄，面積102平方公里，海拔高度768米，2007年人口3,595，人口密度每平方公里35人。